# Componente de software

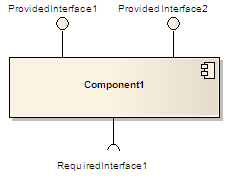
Un componente UML con interfaces proveídas y requeridas.

Un componente de software es una unidad modular de un programa software con interfaces y dependencias bien definidas que permiten ofertar o solicitar un conjunto de servicios o funcionales. La «programación orientada a componentes» (que también es llamada basada en componentes) es una rama de la ingeniería del software, con énfasis en la descomposición de sistemas ya conformados en componentes funcionales o lógicos con interfaces bien definidas usadas para la comunicación entre componentes.
Se considera que el nivel de abstracción de los componentes es más alto que el de los objetos y por lo tanto no comparten un estado y se comunican intercambiando mensajes que contienen datos.

## Definiciones
Un componente de software es un elemento de un sistema que ofrece un servicio predefinido, y es capaz de comunicarse con otros componentes, un objeto escrito de acuerdo a unas especificaciones. No importa qué especificación sea ésta, siempre y cuando el objeto se adhiera a la especificación.[cita requerida] Solo cumpliendo correctamente con esa especificación es que el objeto se convierte en componente y adquiere características como reusabilidad.

### Según el OMG
En la especificación [[ ]], es una unidad modular con interfaces bien definidas, que es reemplazable dentro del cont(2011). Así, un componente define su comportamiento en términos de interfaces proveídas y requeridas; y dicho componente será totalmente reemplazable por otro que cumpla con las interfaces declaradas.
UML no coloca ninguna restricción respecto a la granularidad del componente, de esta forma un componente podrá ser tan simple como un convertidor de moneda o tan complejo como un sistema de ayuda semántico.

### Según el WCOP
Fruto del primer Workshop Component Oriented Programming (WCOP) o "Taller sobre Programación Orientada a Componentes" realizado en 1996, se acuñó la definición: unidad de composición con interfaces especificadas contractualmente, con dependencias explícitas de acuerdo al contexto antes dicho. Un componente de software puede ser desplegado de forma independiente y puede participar en composiciones de terceras partes.

## Características
Cuando se necesita el acceso a un componente o cuando este debe ser compartido entre distintas redes, se recurre a procesos como la serialización para entregar el componente a su destino.
La capacidad de ser reutilizado (reusability), es una característica importante de los componentes de software de alta calidad. Un componente debe ser diseñado e implementado de tal forma que pueda ser reutilizado en muchos programas diferentes.
Requiere gran esfuerzo y atención escribir un componente que es realmente reutilizable. Para esto, el componente debe estar:
- Completamente documentado.
- Probado intensivamente:
  - Debe ser robusto, comprobando la validez de las entradas.
  - Debe ser capaz de pasar mensajes de error apropiados.
- Diseñado pensando en que será usado de maneras imprevistas.

Otras características incluyen:
- Ser intercambiable.
- Poseer interfaces definidas.
- Ser cohesivos.

## Implementaciones
Los componentes de software son la piedra angular de diferentes paradigmas de programación. Esto ha generado la aparición en el mercado de diferentes especificaciones que plantean la forma de construir, utilizar,complementar y distribuir componentes. Entre las más extendidas se encuentran:

### Estándares
- CORBA (Common Object Request Broker Architecture) del Object Management Group (OMG).
- JavaBean, Servlets y Enterprise JavaBeans de Oracle.
- OSGi (Open Services Gateway Initiative) de OSGi Alliance.
- Component Object Model (COM), COM+ y Distributed Component Object Model (DCOM) de Microsoft.

### Paradigmas
Los componentes de software son útiles en:
- Programación Orientada a Componentes (POC)
- Programación Orientada a Objetos (POO)
- Arquitectura Orientada a Servicios (SOA)[2]

## Algunas especificaciones para componentes
- Enterprise JavaBeans
- COM